# Magnesia Litera 2012
Ceny Magnesia Litera 2012 byly slavnostně vyhlášeny 4. dubna 2012 na Nové scéně Národního divadla, v přímém přenosu České televize. Vyhlašováním 11. ročníku cen provázela Aňa Geislerová.

## Ceny a nominace

### Kniha roku
- Michal Ajvaz: Lucemburská zahrada (Druhé město)

### Litera za prózu
- Marek Šindelka: Zůstaňte s námi (Odeon)
  - Michal Ajvaz: Lucemburská zahrada
  - Sylva Fischerová: Pasáž
  - Jiří Kratochvil: Kruhová leč
  - Josef Moník: Schweik it easy
  - Jiří Stránský: Tóny

### Litera za poezii
- Radek Fridrich: Krooa krooa (Host)
  - Kamil Bouška: Oheň po slavnosti
  - Pavel Ctibor: Cizivilizace / Zvířátka z pozůstalosti

### Litera za knihu pro děti a mládež
- Radek Malý: Listonoš vítr (Albatros)
  - Renáta Fučíková, Daniela Krolupperová: Historie Evropy
  - Iva Procházková: Uzly a pomeranče

### Litera za literaturu faktu
- Jiří Knapík, Martin Franc a kol.: Průvodce kulturním děním a životním stylem v českých zemích 1948–1967 (Academia)
  - Kateřina Horníčková, Michal Šroněk: Umění české reformace
  - Josip Kleczek: Život se Sluncem a ve vesmíru

### Litera za nakladatelský čin
- Alexandr Solženicyn: Souostroví Gulag (Academia)
- edice Světová knihovna (Euromedia–Odeon)
  - Filip a Marcela Suchomelovi: ...a z mlhy zjevily se útesy čínské. Obraz Číny v prvních fotografiích (Arbor vitae)

### Litera za překladovou knihu
- Irène Némirovska: Francouzská suita, překlad Helena Beguivinová (Paseka)
  - Vladimir Sorokin: Vánice, překlad Libor Dvořák
  - Saša Stanišić: Jak voják opravuje gramofon, překlad Tomáš Dimter

### Litera pro objev roku
- Štěpán Hulík: Kinematografie zapomnění (Academia)
  - Kamil Bouška: Oheň po slavnosti
  - Ondřej Buddeus: 55 007 znaků včetně mezer

### Cena čtenářů
- Zdeněk Svěrák: Nové povídky